# Cymbium fragile
Cymbium fragile is een slakkensoort uit de familie van de Volutidae. De wetenschappelijke naam van de soort is voor het eerst geldig gepubliceerd in 1985 door Fittkau & Stürmer.